# أفونسو سيلفا
أفونسو سيلفا مواليد 24 يوليو 1974 في لواندا، هو لاعب كرة سلة أنغولي سابق. حقق المركز الأول في بطولة أمم أفريقيا لكرة السلة 2003. اعتزل اللعب في 2005.

## الميداليات
| الميدالية | المسابقة                          |
| --------- | --------------------------------- |
| ذهبية     | بطولة أمم أفريقيا لكرة السلة 2003 |
| برونزية   | بطولة أمم أفريقيا لكرة السلة 1997 |

## روابط خارجية
- أفونسو سيلفا على موقع الاتحاد الدولي لكرة السلة (الإنجليزية)
- أفونسو سيلفا على موقع ريلجم (الإنجليزية)